# Silent Cries and Mighty Echoes
Silent Cries and Mighty Echoes – siódmy album studyjny niemieckiej grupy rockowej Eloy, wydany w 1979 roku nakładem Harvest Records.

## Lista utworów
Opracowano na podstawie materiału źródłowego.
Wydanie LP:
Strona A
| Nr | Tytuł utworu                                                                                      | Muzyka | Długość |
| -- | ------------------------------------------------------------------------------------------------- | ------ | ------- |
| 1. | „Astral Entrance”                                                                                 | Eloy   | 3:03    |
| 2. | „Master of Sensation”                                                                             | Eloy   | 6:00    |
| 3. | „The Apocalypse - a) Silent Cries Divide the Nights - b) The Vision - Burning - c) Force Majeure” | Eloy   | 14:54   |
|    |                                                                                                   |        | 23:57   |

Strona B
| Nr | Tytuł utworu        | Muzyka | Długość |
| -- | ------------------- | ------ | ------- |
| 1. | „Pilot to Paradise” | Eloy   | 7:01    |
| 2. | „De Labore Solis”   | Eloy   | 5:12    |
| 3. | „Mighty Echoes”     | Eloy   | 7:16    |
|    |                     |        | 19:29   |

- słowa napisał Jürgen Rosenthal

## Twórcy
Opracowano na podstawie materiału źródłowego.
Muzycy:
- Frank Bornemann – gitara, śpiew
- Klaus-Peter Matziol – gitara basowa, śpiew
- Jürgen Rosenthal – perkusja, instrumenty perkusyjne, głos
- Detlev Schmidtchen – instrumenty klawiszowe

Dodatkowi muzycy:
- Brigitte Witt – śpiew (A3/b)

Produkcja:
- Frank Bornemann, Eloy – produkcja muzyczna
- Georgi Nedeltschev, Günter Kaspar, Wolfgang Thierbach - inżynieria dźwięku